# Kristina Abrahamsdotter
Kristina Abrahamsdotter (finnisch Kristiina Abrahamintytär; * 1432; † 1492) war eine finnische Adlige. Sie war langjährige Mätresse des schwedischen Königs Karl VIII., der sie erst kurz vor seinem Tod heiratete.

## Leben
Über das Leben von Kristina Abrahamsdotter ist wenig bekannt. Sie war wahrscheinlich die Tochter von Abraham Pedderson, der Statthalter von Raseborg war. Karl VIII. war 1465 nach Finnland verbannt worden, wo er Kristina kennenlernte. Sie bekam 1465 einen Sohn von ihm (Karl Karlsonn Bonde; † 1485) und lebte bis an Karls Lebensende mit ihm zusammen. Zu einem unbekannten Zeitpunkt wurde danach noch die gemeinsame Tochter Anna Karlsdotter geboren, die später den Statthalter von Västerås heiratete.
Karl VIII. konnte 1468 wieder nach Schweden zurückkehren, wo er bis zu seinem Tod am 15. Mai 1470 als König regierte. Kurz vor seinem Tod, nach mündlicher Überlieferung sogar erst auf seinem Sterbebett, heiratete er Kristina. Nach der Beerdigung begann der Streit um die Nachfolge. Dabei war der Adel nicht bereit, den so plötzlich „ehelich“ gewordenen Karl Karlsonn Bonde, der auch erst fünf Jahre alt war, als Nachfolger zu akzeptieren. Da Kristina keinerlei Unterstützung am Hof hatte, wurde Sten Sture der Ältere neues Oberhaupt von Schweden. Über Kristinas weiteres Leben ist nichts weiter bekannt außer ihrem Todesdatum.